# Büchler Sándor
Büchler Sándor (Fülek, 1869. szeptember 24. – Auschwitz-Birkenau, 1944. július) magyar rabbi, történész, egyetemi tanár, judaikakutató.

## Élete
Apja Büchler Pinkász rabbi, talmudtudós volt. 1884 és 1894 között volt a budapesti rabbiképző növendéke. A bölcsészdoktori oklevelet 1893-ban szerezte meg a budapesti egyetemen, rabbivá 1895-ben avatták. 1897-től (1944-ig) keszthelyi főrabbi volt. A budapesti királyi magyar Pázmány Péter tudományegyetemen «A magyar zsidóság története» c. tárgykörből magántanárként működött (1914-től), a Ferenc József Országos Rabbiképző Intézet vezérlőbizottságának is tagja volt. A budapesti zsidók történetéről szóló munkáját az Izraelita Magyar Irodalmi Társulat jutalommal tüntette ki. 1927-ben és a követőző évben ösztöndíjasként Angliában kutathatott. 1944-ben Keszthely városa felajánlotta, megmenti őt, ám ő inkább sorsközösséget vállalva a többi zsidóval, bevonult a zalaegerszegi gettóba, ahonnan deportálták, és Auschwitz-Birkenauban meggyilkolták.
Cikkei a Magyar Zsidó Szemlében, az Egyenlőségben, a Múlt és Jövőben, az Országos Egyetértésben, Öesterreichische Wochenschriftben, az Izraelita Tanügyi Értesítőben, az Ost und Westben, a Hamagidban, a Heossifban, az Imit Évkönyveiben jelentek meg. A Jewish Encyclopedia munkatársa volt.
Kutatási területe a hazai zsidóság letelepedése, ezenkívül a nevesebb zsidó családok történetével is foglalkozott.

## Emlékezete
Keszthelyen 2000 eleje óta emlékszobája van. A nevét viseli egy, a magyar zsidóság történeti hagyományainak ápolását célul kitűző társaság (Büchler Sándor Baráti Társaság).

## Művei
- Zsidó letelepedések Európában a XVI-XVII. században, főtekintettel Magyarországra (doktori értekezés, Bp., 1893);
- Sáj lumóre (Budapest 1895);
- Az országos főrabbi hivatal Magyarországon a XVII. és a XVIII. században. (IMIT Évkönyve, 1896)
- Zsidók a magyar egyetemen. (IMIT Évkönyve, 1897)
- A nógrád vármegyei zsidók történelméből. (Magyar Zsidó Szemle, 1898)
- A magyar zsidók viseletéről. (IMIT Évkönyve, 1898)
- A zsidók története Budapesten a legrégibb időktől 1867-ig (Bp., 1901);
- A magyar nyelv terjeszkedése a zsidók között. (IMIT Évkönyve, 1905)
- A zsidók története. Közép- és felsőleányiskolák számára. 2. rész. A Talmud korától napjainkig. (Bp., 1908)
- A zsidók története Talmud korától napjainkig (tankönyv, Bp., 1908);
- Eötvös József báró és a magyar zsidóság. (Izraelita Tanügyi Értesítő, 1913)
- A zsidók története és irodalma. Iskolai használatra írta Goldberger Rafáel. Átd. B. S. (Bp., 1901; 8. kiad. 1915)
- szerk.: Goldberg, R.: A zsidó nép története és irodalma a tíz törzs számkivetésétől a mai napig. Sajtó alá rend., átd. (Bp., 1901; 8. kiad. 1915).
- A zsidók története Magyarországon. A mohácsi vésztől a szabadságharcig (Egyenlőség, 1917–19);
- Szerencsés Imre származása (Bp., 1937).
- A Goldzieherek családfájáról. (H. n., 1939)
- Das Judenprivilegium Bélas IV. vom Jahre 1255. (Bp., 1941)
- A Szentszék és a magyar zsidók a XVI. században. (H. és é. n.)